# Nino Bibbia
Nino Bibbia (Bianzone, 15 de marzo de 1922-Sankt Moritz, Suiza, 28 de mayo de 2013) fue un deportista italiano que compitió en bobsleigh y skeleton.
Participó en los Juegos Olímpicos de Sankt Moritz 1948, obteniendo la medalla de oro en la prueba individual de skeleton. Por su triunfo olímpico fue condecorado con la Medalla de oro del CONI.

## Palmarés internacional
| Juegos Olímpicos | Juegos Olímpicos     | Juegos Olímpicos | Juegos Olímpicos |
| Año              | Lugar                | Medalla          | Prueba           |
| ---------------- | -------------------- | ---------------- | ---------------- |
| 1948             | Sankt Moritz (Suiza) | Medalla de oro   | Individual       |